# خایمه ویلاماخو
خایمه ویلاماخو (اسپانیایی: Jaime Vilamajó‎؛ زادهٔ ۲۷ نوامبر ۱۹۵۹) دوچرخه‌سوار اهل اسپانیا است. وی در مسابقات تور دو فرانس و جیرو دیتالیا شرکت کرده است.